# Theodor von Dalberg
Karl Theodor Anton Maria von Dalberg (Worms, 8 de febrer de 1744 – 10 de febrer de 1817) va ser arquebisbe i Elector de Magúncia, Arxicanceller del Sacre Imperi Romanogermànic, Príncep de Regensburg, prevalgut de la Confederació del Rin i Gran Duc de Frankfurt.
Era fill de Franz Heinrich von Dalberg, administrador de Worms i un dels principals consellers de l'Elector de Magúncia. Karl va estudiar dret canònic i va entrar a l'Església Catòlica, on es va valer de les relacions del seu pare per créixer. En 1772 va ser nomenat governador d'Erfurt, i gràcies a la seva reeixida administració, el 1787 va ser triat bisbe coadjutor de Magúncia i de Worms, i el 1788, de Constança, la qual cosa garantia la seva posició com a successor de l'arquebisbe de Magúncia. El 1802 va esdevenir el nou Arquebisbe Elector de Magúncia, la diòcesi més rica d'Alemanya, i en l'Arxicanceller de l'Imperi.
Com a estadista Dalberg es va distingir per la seva actitud patriòtica, tant en assumptes eclesiàstics, en els quals es va inclinar cap al Febronianisme, com en els seus esforços per millorar l'atrofiada burocràcia del Sacre Imperi mitjançant la creació d'un govern centralitzat a Alemanya. Fracassant en això, va creure veure en Napoleó Bonaparte al geni que seria capaç de salvar a Alemanya de la dissolució. En virtut del Tractat de Lunéville de 1801, que cedia tots els territoris del marge esquerre del Rin a França, Dalberg va haver de cedir Worms, Constança i Magúncia. No obstant això, va retenir Aschaffenburg i el 1803 va aconseguir Wetzlar i Regensburg així com el territori del Bisbat de Regensburg. Atès que Magúncia havia estat annexionada a França, l'arquebisbat de Dalberg va ser transferit a Regensburg, i els seus territoris orientals van passar a anomenar-se Principat de Regensburg.
El 1806, Dalberg, juntament amb altres prínceps alemanys, es va unir a la Confederació del Rin després de la dissolució definitiva del Sacre Imperi. Va renunciar formalment al càrrec d'arxicanceller de l'Imperi en una carta a l'emperador Francesc II d'Alemanya i Napoleó el va nomenar prevalgut de la Confederació del Rin. La ciutat imperial de Frankfurt va ser afegida a la seva jurisdicció i després del Tractat de Schönbrunn va ser nomenat Gran Duc de Frankfurt; encara que va haver de cedir la ciutat de Regensburg al Regne de Baviera, els seus territoris es van incrementar tot sovint.
En 1813 es va veure obligat a renunciar a tots els seus càrrecs excepte el d'arquebisbe de Regensburg a favor del fillastre de Napoleó, Eugène de Beauharnais, qui des de 1810 era l'hereu de Dalberg.
Va morir en 1817 sent arquebisbe de Regensburg. Encara que el servilisme de Dalberg envers Napoleó el va enemistar amb bona part dels alemanys, en l'actualitat és recordat com un home amable i treballador, patró de les lletres, sent amic de Johann Wolfgang von Goethe, Friedrich von Schiller i Christoph Martin Wieland.